# Winifred Ewing
Winifred "Winnie" Ewing (n. 10 iulie 1929, Glasgow, Scoția, Regatul Unit – d. 21 iunie 2023, Bridge of Weir⁠(d), Renfrewshire, Scoția, Regatul Unit) a fost un om politic britanic, membru al Parlamentului European în perioadele 1973-1979, 1979-1984, 1984-1989, 1989-1994 si 1994-1999 din partea Regatului Unit.